# Victoria Vera
Victoria Pérez Díaz, conocida artísticamente como Victoria Vera (Madrid, 19 de febrero de 1953), es una actriz española.
Comenzó su carrera en los años finales de la dictadura, siendo considerada "Musa de la Transición Española". Ha trabajado alternativamente en teatro y el medio audiovisual en coproducciones internacionales, rodando con actores como Anthony Quinn, Omar Sharif o el cantante Alice Cooper. Durante los años 80 protagonizó  Asignatura aprobada (nominada a los Premios Óscar, categoría de mejor película extranjera) y Testigo Azul que participó en la sección Panorama de la Berlinale.
A partir de la década de los 90 su trabajo se centró en el mundo de la televisión y del teatro. 
En los últimos años, prácticamente retirada de su profesión, usa su perfil público para señalar[cita requerida] al gobierno socialista de Pedro Sánchez;
 defender al rey emérito Juan Carlos I, cuestionar el matrimonio homosexual o pronunciarse sobre el acoso sexual a la mujer.

## Biografía
Eligió Vera como apellido artístico en alusión a Vera de Bidasoa, localidad navarra que frecuentó en la niñez.
A los cuatro años comienza a estudiar ballet clásico, y a los trece inicia sus estudios de interpretación en la Escuela Independiente de Teatro TEM, Teatro Estudio de Madrid, donde el profesor estadounidense William Layton impartía clases teniendo como referencia y base de trabajo el Método de interpretación del famoso director y pedagogo Stanislavski. 
El grupo TEI (Teatro Experimental Independiente) ya formado por los alumnos más avanzados, es al que Victoria se incorporará un año después, siendo su primera actuación teatral en Terror y miseria del Tercer Reich, de Bertolt Brecht y en el Pequeño Teatro/Sala Magallanes: Noche de Reyes de Shakespeare y ¡Oh papá, pobre papá, mamá te ha metido en el armario, y a mí me da tanta pena! de Arthur Kopit.
En los escenarios, como actriz profesional, debutó interpretando el papel protagonista de El diario de Ana Frank, adaptación teatral del famoso libro. Fue de las primeras actrices en rebelarse contra la censura franquista, protagonizando un semidesnudo sobre las tablas de un escenario al desprenderse del imperdible que sujetaba la túnica sobre su escote, interpretaba a Nausícaa en la obra ¿Por qué corres, Ulises? de Antonio Gala.
Ha sido siempre una referencia de libertad, por lo que se la considera "musa de la Transición". Su aparición era habitual en las revistas de corte erótico de los 70; destacando sus nueve portadas y reportajes para la revista Interviú durante cinco décadas. La última portada semidesnuda la protagonizó con 58 años.
Su trayectoria ha oscilado entre el teatro y el medio audiovisual en coproducciones entre España, Italia, EEUU o México. Cuenta en su haber con premios y distinciones por sus trabajos en cine, teatro y televisión; destacando el TP de Oro a la mejor actriz nacional por su interpretación como Neleta en la mítica serie de TVE, Cañas y barro de Blasco Ibáñez.

## Filmografía

### Cine
- Muñecas, cortometraje junto a Virginia Maestro (2011)
- Family Express, coproducción Francia-Italia-Suiza, con Peter Fonda (1991)
- Mi ministro ruso, coproducción URSS-España, con María Luisa Ponte (1990)
- Testigo azul de Francisco Rodríguez, participa en el Festival Internacional de Cine de Berlín (1989)
- Pasión de hombre, dirigida por José Antonio de la Loma, con Anthony Quinn (1989)
- La diputada de Germán Álvarez Blanco, dirigida por Javier Aguirre (1988)
- Asignatura aprobada dirigida por José Luis Garci, nominada a los Premios Óscar (1987)
- El vivo retrato, dirigida por Mario Menéndez, con Luis Eduardo Aute (1986)
- Acosada (El hombre que regresó de la muerte), guion y dirección de Sebastià d'Arbó (1985)
- Monster Dog (o Leviatán), guion y dirección de Claudio Fragasso, coproducción EEUU-España, con Alice Cooper (1984)
- La desconocida (o La mujer que nunca existió), dirigida por José Andrés Alcalde (1983)
- Gorilas a todo ritmo (o Freddie of the jungle) de Santiago Moncada, coproducción España-EEUU (1981)
- Asalto al casino (o Black Jack), coproducción España-UK, con Peter Cushing (1981)
- El niño de su mamá dirigida por Luis María Delgado, con Silvia Pinal (1980)
- Fabricantes de pánico (o Panic Makers), coproducción España-Italia-México, con Francisco Rabal y Stuart Whitman (1980)
- Mamá, levántate y anda, dirigida por Andrés Velasco, con Amparo Soler Leal (1980)
- En mil pedazos, con Hugo Stiglitz y Héctor Alterio (1979)
- Rebeldía, dirigida por Andrés Velasco, con Fernando Rey (1978)
- Fulanita y sus menganos, dirigida por Pedro Lazaga (1976)
- Las adolescentes, dirigida por Pedro Masó, con Anthony Andrews, Koo Stark y Maria Perschy (1975)
- El colegio de la muerte, con Sandra Mozarowsky (1975)
- Los nuevos españoles, dirigida por Roberto Bodegas, con José Sacristán (1974)
- Celos, amor y Mercado Común, dirigida por Alfonso Paso (1973)

### Televisión
- Mira quien baila, concursante en programa de TVE (2007)
- Dame un beso, que me dure toda la semana, serie para Canal Nou (2003-2005)
- Delitti privati, producción RAI Italia, con Edwige Fenech y Alida Valli, (1993)
- Quattro piccole donne, miniserie para Canale 5, con Marie Laforêt y Omar Sharif, (1990)
- Historias del otro lado, capítulo Mnemos, con dirección de José Luis Garci (1988)
- Ninette y un señor de Murcia de Miguel Mihura, dirigido por Gustavo Pérez Puig (1984)
- El jardín de Venus, con dirección de José María Forqué (1983-1984)
- Las pícaras. Capítulo: La hija de la Celestina, con Luis Escobar, (1983)
- Los ricos también lloran, producción México, con Verónica Castro, (1979-1980)
- Cañas y barro de Blasco Ibáñez, con José Bódalo, Alfredo Mayo, Manuel Tejada y Terele Pávez, (1978)
- Eva a las diez, programa musical, vedette protagonista invitada (1977)
- La saga de los Rius, serie de TVE, con Fernando Guillén, (1976-1977)
- Panorama desde el puente de Arthur Miller, programa El Teatro TVE (1976)
- Entre visillos de Carmen Martín Gaite, con dirección de Miguel Picazo (1974)
- Estudio 1 TVE: La muchacha sin retorno (1981), Judith (1979), Don Gil de las calzas verdes (1978), La casa del viento (1975), Raíces (1975)

Además de presentaciones en TVE de numerosos programas musicales como ¡Señoras y señores! (1974), SuperStar (1984) o programa especial de fin de año Viva 85.

## Teatro
- Salomé de Oscar Wilde, dirigida por Jaime Chávarri (2016)
- La decente de Miguel Mihura, dirigida por Gustavo Pérez Puig (2008)
- La bella Dorotea de Miguel Mihura, dirigida por Antonio Corencia (2006)
- La canasta de Miguel Mihura, dirigida por Ramón Ballesteros (2002)
- La Serrana de la Vera de Vélez de Guevara, en el Festival de Teatro Clásico de Cáceres (2001)
- Marramiau de Edgar Neville, producción Compañía de Victoria Vera (1998)
- En el hoyo de las agujas, monólogo de José Luis Miranda, en el Teatro Español (1998)
- El yermo de las almas de Valle-Inclán, dirigida por Miguel Narros en el Teatro María Guerrero (1996)
- Un golpe de suerte, autoría y dirección de Juan José Alonso Millán, con Manuel Tejada (1995)
- Lulú de Frank Wedekind, producción Compañía de Victoria Vera (1993)
- Tristana de Benito Pérez Galdós, versión de Enrique Llovet (1993)
- La tumba de Antígona de María Zambrano, en el Festival Internacional de Teatro Clásico de Mérida (1992)
- Las amargas lágrimas de Petra von Kant de Fassbinder, dirigida por Manuel Collado (1985)
- La chica del asiento de atrás de Bernard Slade, dirigida por Arturo Fernández (1983)
- Lorenzaccio de Musset, versión de Ignacio Amestoy, producción Compañía de Victoria Vera (1982)
- Fedra de Séneca, en el Festival Internacional de Teatro Clásico de Mérida (1981)
- Lisístrata de Aristófanes, en el Festival Internacional de Teatro Clásico de Mérida (1980)
- Don Carlos de Friedrich Schiller, dirigida por José Carlos Plaza (1979)
- El cementerio de automóviles de Fernando Arrabal, dirigida por Víctor García (1977)
- El adefesio de Rafael Alberti, dirigida por José Luis Alonso, con María Casares (1976)
- ¿Por qué corres Ulises? de Antonio Gala, dirigida por Mario Camus (1975)
- Canta, gallo acorralado de Sean O'Casey, dirigida por Adolfo Marsillach (1973)
- El diario de Ana Frank de Frances Goodrich y Albert Hackett, debut en el Teatro de la Comedia (Madrid) (1972)